# Історія Пугачова
«Історія Пугачова» («Історія Пугачовського бунту») — історична монографія російського письменника Олександра Пушкіна про події селянської війни 1773—1775 років під проводом Омеляна Пугачова. Перший великий науково-історичний твір О. С. Пушкіна.

## Історія створення

### Виникнення задуму і робота в архівах
Інтерес Пушкіна до історичних досліджень проявився задовго до появи перших задумів на тему пугачовщини, з середини 1820-х років, періоду роботи над «Борисом Годуновим», «Арапом Петра Великого» і «Полтавою». Пізніше в планах поета були і історичні нариси «Історія Малоросії» (1829—1831) і «Історія французької революції» (1831). До літа 1831 року, коли за сприяння друзів Пушкіна В. А. Жуковського, А. О. Россета, Є. М. Хитрово його проблеми при петербурзькому дворі були улагоджені і положення у вищому світі усталилося, сам поет в листі до Бенкендорфа повідомив про своє бажання зайнятися вивченням історії Петра Великого і його спадкоємців, для чого просив дозволу працювати в урядових архівах. Імператор Микола прихильно поставився до цього прохання і незабаром Пушкін був прийнятий на службу в Міністерство закордонних справ з правом працювати в архівах.
Пушкін приступив до пошуку матеріалів з історії Петра в бібліотеці Ермітажу і в урядових архівах з початку 1832 року, але незабаром його увагу зайняла інша тема — тема народного повстання часів Катерини II. Багато дослідників вважають, що цьому сприяла хвиля народних виступів, що прокотилася по Росії у 1830—1831 роках — холерні бунти і повстання військових поселенців, а також революційні події в Європі, особливо Французька революція 1830 року.
У лютому 1832 року імператор Микола I, пам'ятаючи про обіцянку зайнятися історією Петра, передав Пушкіну через Бенкендорфа недавно видане «Повне зібрання законів Російської імперії», в якому були зібрані укази Петра I і його наступників, при вивченні яких Пушкін звернув увагу на безліч матеріалів епохи Катерини II, пов'язаних з повстанням Пугачова. Особливий інтерес поета викликав вирок — «Сентенція 1775 року Січень 10. Про покарання смертною карою зрадника, бунтівника і самозванця Пугачова і його спільників». Серед багатьох імен Пушкіна зацікавило ім'я Михайла Шванвича — дворянина відомого в Петербурзі прізвища, засудженого до громадянської страти і заслання за те, що, згідно з вироком, «вважав за краще чесну смерть ніж мерзенне життя». У планах Пушкіна виник задум твору про дворянина — учасника пугачовського повстання.
Задум твору на тему пугачовського повстання виник у Пушкіна не пізніше вересня 1832 року; 30 вересня в листі до дружини він написав: «Мені прийшов в голову роман, і я ймовірно за нього візьмуся». Для своєї повісті про дворянина-відступника Шванвича він спочатку знайшов сюжет в оповіданні свого приятеля П. В. Нащокіна про те, як той бачив в острозі «одного білоруського небагатого дворянина, на прізвище Островський, який мав процес з сусідом за землю, був витіснений з маєтку і, залишившись з одними селянами, став грабувати, спочатку піддячих, потім й інших». І 2 грудня 1832 року Пушкін повідомив Нащокіну: «… честь маю тобі сказати, що перший том Островського кінчений <…> Я написав його в два тижні, але зупинився внаслідок жорстокого романтизму…». У січні 1833 року Пушкін продовжив роботу над ним, але завершивши намічену другу частину твору (який залишився «в олівці» і був опублікований після смерті автора — в 1842 році під назвою «Дубровський») і, мабуть, не задоволений ним, знову повернувся до переказів про особу Шванвича — офіцера, який опинився в опалі і перейшов до Пугачова, але був помилуваний «імператрицею на прохання старого батька, який кинувся їй в ноги». У «Альбомі без палітурки» 31 січня Пушкін записав план роману. В цей час Пушкіним, на основі нечисленних доступних йому публікацій про пугачовські повстання, був записаний фрагмент «Між незадоволеними яїцькими козаками в кінці 1771-го року з'явився Омелян Пугачов…». «… І типологія історичного роману першої третини XIX століття, й інші непрямі дані дозволяють висунути гіпотезу про те, що на ранній стадії становлення задуму „Капітанської дочки“ Пушкін думав передувати роману історичне введення про події селянської війни 1773—1774 років, на тлі якої розгортається розповідь. Для цього-то введення ще до виникнення у поета думки про історичну монографію і призначався, мабуть, наш нарис».
Зі спілкування з М. Д. Деларю, батько якого був начальником архіву Інспекторського департаменту Військового міністерства Пушкін дізнався, що на секретному зберіганні в архіві є документи, пов'язані з пугачовським повстанням. На балу у Фількемонів, 6 лютого, Микола I побажав дізнатися у Пушкіна, як просуваються його історичні праці. І цю ситуацію Пушкін використовував, щоб отримати доступ до секретних архівів: він попросив дозволу на «перегляд документів, пов'язаних з діяльністю генералісимуса Суворова, і, зокрема, з його участю в придушенні пугачовського бунту. Про головну мету своїх розвідок поет вважав за краще промовчати. Архіви були йому відкриті для роботи над історією Петра I, і Пушкін не хотів повідомляти владі про свій новий задум». Вже 25 лютого через Військове міністерство на квартиру Пушкіна був доставлений пакет документів, в якому опинилося три томи: в одному — донесення Суворова за 1789—1791 роки. У двох інших томах, що містили близько тисячі листів, знаходилися документи Секретної експедиції Військової колегії щодо пугачовського повстання — 783 документа, з яких 122 Пушкін згодом скопіював або законспектував. Багато епізодів повстання Пушкін майже дослівно включить в «Історію Пугачова». Доставлені Пушкіну 8 березня документи з московського відділення архіву не містили необхідних письменнику відомостей і він зробив в Військове міністерство новий запит — щодо донесень генерала О. І. Бібікова і рапортів «… Князя Голіцина, Міхельсона і самого Суворова». В очікуванні відповіді він звернувся до історичних і етнографічних праць: «Топографії Оренбурзької» П. І. Ричкова, праці О. І. Льовшина, 
В. Д. Сухорукова і М. Я. Бічуріна. Уже в кінці цього ж місяця Пушкіну було надано ще вісім томів, котрі містили близько 2800 рукописних документів 1774 року.
Підготовчі матеріали до першого розділу «Історії Пугачова» були помічені Пушкіним 17-м квітня.. Залишок квітня і травня Пушкін приводив в систему свої виписки з архівних документів, складаючи послідовну хроніку повстання. У цей період про роботу Пушкіна стало відомо М. В. Гоголю, який 8 травня написав Погодіну «Пушкін майже скінчив Історію Пугачова. Це буде єдиний у нас в цьому роді твір <…> Інтересу прірва! Досконалий роман!». Чорновий нарис епілогу був написаний Пушкіним 22 травня 1833 року, а й після цього робота тривала дуже інтенсивно: доповнювалася новими матеріалами, виправлялася і перероблялася протягом всього 1833 і на початку 1834 року. У липні 1833 року він познайомився з рукописами Ричкова з колекції Г. І. Спасського, які пізніше опублікував повністю в додатках до «Історії Пугачова».

### Поїздка в Казань, Оренбург і Уральськ
В процесі роботи Пушкін вважав обов'язковою умовою відвідати місця подій і 22 липня 1833 року звернулася з проханням дозволити йому поїздку в Казань і Оренбург. 29 липня, за дорученням Бенкендорфа, начальник канцелярії III Відділення О. М. Мордвинов в листі Пушкіну попросив його про додаткове роз'яснення причин запланованої подорожі. У відповіді Мордвинову Пушкін написав, що вже два роки він був зайнятий історичними дослідженнями, які відволікали його від літературних праць, що він хоче написати роман про події, що мали місце в Оренбурзі і Казані, «і ось чому хотілося б мені відвідати обидві ці губернії». У перших числах серпня Мордвинов направив доповідну записку імператору Миколі, в якій майже дослівно повторив доводи Пушкіна. На доповідній зписці, яка збереглася в архівах, зберігся автограф Бенкендорфа: «Государ дозволяє». 7 серпня Мордвинов сповістив Пушкіна про отриманий дозвіл на поїздку, 11 серпня міністр 
Нессельроде на цій підставі надав йому 4-місячну відпустку.
Отримавши бажаний дозвіл, Пушкін 17 серпня виїхав з Петербурга. Він відвідав Нижній Новгород, по дорозі в Казань, у містечку Васильсурську Пушкін записав розповідь про страту Пугачовим командира місцевої інвалідної команди Юрлова, яка пізніше була використана в тексті «Історії Пугачова». Прибувши в Казань 5 вересня, весь наступний день Пушкін обходив місця боїв бунтівників з військами казанського гарнізону. В Суконній слободі йому вказали на відомого в місті старого Бабіна, свідка подій. Пушкін довго розмовляв з ним в трактирі, а потім у супроводі Бабіна пройшов до Арського поля, де стояли пугачовці перед взяттям міста, Німецького кладовища, де Пугачов розташував свою артилерію, вулицями Суконної слободи. Повернувшись до готелю, Пушкін переписав начисто всі зроблені в записнику помітки, докладно виклавши деталі спогадів Бабіна. 7 вересня поет знову проїхав місцями боїв, роблячи позначки з їх назвами, що дало йому зриме уявлення про топологію трагічних подій, згодом викладених в 7-му розділі його історичної праці. Увечері цього дня Пушкін гостював у професора Казанського університету К. Ф. Фукса, який розповів йому переказ про помилування самозванцем якогось пастора, який свого часу дав милостиню Пугачову, що знаходився під слідством в казанському острозі. Пушкін привів цей епізод в «Історії Пугачова», а пізніше обіграв мотив подяки в сюжеті «Капітанської дочки». Після вечері Фукс повіз Пушкіна до купця Крупенникова, колишнього полоненого пугачовців, який детально розповів про обставини грандіозної пожежі, що знищила більшу частину Казані в ніч після захоплення її бунтівниками. Пізніше, в листі до дружини, Олександр Сергійович написав, що «не дарма відвідав цю сторону».
9 вересня Пушкін прибув до Симбірська, присвятивши весь наступний день розшукам старожилів, які пам'ятали про часи пугачовщини. 11 вересня поет перебрався у володіння до М. М. Язикова, але застав там лише його старшого брата, Петра Михайловича, який докладно переказав Олександру Сергійовичу всі перекази часів Пугачова, які існували в Симбірську, а також подарував йому повний рукопис неопублікованої роботи П. І. Ричкова «Опис облоги Оренбурга». Раніше Пушкін вже конспектував цей документ з неповної копії, але тепер в його розпорядженні опинився оригінальний 200-сторінковий текст Ричкова, який став одним з головних його джерел в роботі над «Історією Пугачова» і згодом повністю увійшов до тому додатків до історичного праці. Пізніше, в Симбірську, поет почув і записав переказ про трагічну долю академіка Георг Мориц Ловіца, страченого при випадковій зустрічі з армією самозванця.
15 вересня поет виїхав з Симбірська до Оренбурга, його маршрут проходив через землі ставропольських калмиків, які взяли активну участь у повстанні, мордовські і чуваські села, фортеці Олексіївську, Сорочинську, Переволоцьку, Татищеву і Чорноріченську, захоплені пугачовцями восени 1773 року. В Сорочинській Пушкін записав зі слів 86-річного козака Папкова промови бунтівних яїцьких козаків після взяття фортеці: «Чи то ще буде? Так ми ще тряхнемо Москвою?», використані пізніше і в «Історії Пугачова», і в романі «Капітанська дочка». 18 вересня Пушкін прибув до Оренбурга, зупинившись на заміській дачі оренбурзького генерал-губернатора В. О. Перовського, сюди ж прибув і В. І. Даль, що викликався бути провідником Пушкіна в оренбурзьких землях. Перовський розпорядився надавати Пушкіну всіляке сприяння, зокрема, в селищах, куди він вирушить — збирати до його приїзду старих, які пам'ятали пугачовщину. 19 вересня Пушкін і Даль вирушили в Бердську слободу — пугачовську столицю, де поспілкувалися з зібраними людьми похилого віку, оглянули вулиці слободи і будинок, в якому жив Пугачов під час облоги Оренбурга. Поетові вказали на стару козачку Аріну Бунтову, в довгій бесіді з якою Пушкін почерпнув безліч цінних деталей про події часів повстання, згодом використаних ним і в історичній праці, і в романі. Бунтова розповіла і про трагічну долю дочки і дружини страчених самозванцем комендантів прикордонних фортець Тетяну Харлову, що стала наложницею Пугачова і розстріляної пізніше козаками.
20 вересня Пушкін і Даль виїхали в Уральськ, ця поїздка суперечила виданим проїзним документам, де кінцевою точкою маршруту був позначений Оренбург, але поет вважав за необхідне проїхати по місцях, де пугачовці здобували свої перші перемоги. У кожній з прикордонних фортець Верхньо-Яїцької дистанції поет розмовляв з очевидцями тих подій. У Татищевій фортеці особливо цікавою співбесідницею поета виявилася 83-річна козачка Мотрона Дехтярьова, вдова пугачовського отамана, яка розповіла нові подробиці загибелі коменданта фортеці полковника Єлагіна з дружиною і долі їх дочки Тетяни Харлової. Надзвичайно цікавими і корисними стали почерпнуті в розмові з Дехтярьовою спогади про штурм фортеці і про страти і церемонії присяги, що послідували потім, які стали основою для сцен штурму Бєлогорської фортеці в «Капітанській дочці». На думку дослідників творчості Пушкіна, саме в ці дні в свідомості поета сталися суттєві зрушення в творчих задумах, всі раніше заготовлені сюжетні лінії майбутнього історичного роману не відповідали реальності, все більше деталей якої поставали перед поетом в ці дні. Контраст був настільки великий, що Пушкін остаточно вирішив, що в ході запланованої відпустки в Болдіні він буде писати лише «Історію Пугачова», а роман повинен бути відкладений на час, про що він згадав у розмові з Далем.
У той же день 20 вересня Пушкін і Даль прибули в Нижнєозерну фортецю. Серед людей похилого віку, зібраних до їх приїзду, самим пам'ятливим виявився 65-річний козак Іван Кисельов, чий батько був кумом коменданта Нижнєозерної Харлова, страченого Пугачовим після взяття фортеці бунтівниками. Кисельов докладно розповів про останні дні та години Харлова, який практично поодинці намагався протистояти загону повсталих козаків. Тут же Пушкін записав відгуки про самозванця: «Гріх сказати, говорила мені 80-річна козачка, на нього ми не скаржимося; він нам зла не зробив». Інший старий згадував: «Вранці Пугачов здався перед силою. Він їхав попереду свого війська. "Бережися, Государ, — сказав йому старий козак, — нерівно з гармати вб'ють"». — «Стара ти людина, — відповідав самозванець, — хіба гармати ллють на царів?» Переночувавши в Нижнєозерній, наступного ранку Пушкін виїхав в Уральськ, де його приймав наказний отаман уральських козаків В. О. Покатілов.
22 вересня поет оглядав старовинний район міста — Курені, де розгорталися події в ході облоги городової фортеці пугачовцями. Біля стін собору Михайла Архангела на той час ще збереглися залишки рову, валу і фортифікаційних батарей «ретраншмента», за якими оборонявся урядовий гарнізон на чолі з підполковником Симоновим і капітаном Криловим (батьком знаменитого байкаря). Пушкін заглянув в добротний кам'яний будинок отамана Бородіна, в якому жив Пугачов в дні свого перебування в Яїцькому містечку, і де він святкував своє весілля з 17-річною Устиною Кузнецовою. За вже сформованою в ці дні традицією, ввечері Пушкін розмовляв зі старими — очевидцями подій повстання. Одним із співрозмовників поета був Михайло П'янов, син козака Дениса П'янова, якому Пугачов першому оголосив про своє «царське» звання. У записнику Пушкіна збереглися замітки про бесіду: «Розкажи мені, — говорив я йому, — як Пугачов був у тебе весільним батьком». — «Він для тебе Пугачов, — відповів мені сердито старий, — а для мене він був великий Государ Петро Федорович». П'янов також згадував, як Пугачов скаржився його батькові: «Вулиця моя тісна!». Цю виразну фразу Пушкін привів і в «Історії Пугачова», її ж він пізніше вклав в уста Пугачова в розмові з Петром Гриньовим: «Вулиця моя тісна, волі мені мало...». В «Зауваженнях про бунт» Пушкін напише за підсумками розмов в Уральську: «Уральські козаки (особливо старі люди) донині прив'язані до пам'яті Пугачова. Коли згадував я про скотинячу його жорстокість, люди похилого віку виправдовували його, кажучи: "Не його воля була; наші п'яниці його мутили"». 23 вересня, після прощального обіду з атаманом і офіцерами Уральського війська, Пушкін виїхав через Симбірськ в Болдіно.

### Болдінська осінь 1833 року
Після приїзду 1 жовтня в Болдіно Пушкін почав приводити в порядок зібрані матеріали. Крім переписування набіло «Історії Пугачова», цієї Болдінської осені він написав ще багато інших творів: поеми «Мідний вершник» і «Анджело», «Казку про мертву царівну і про сім богатирів», «Казку про рибака і рибку», «Пікову даму» і цілий ряд віршів. Відомо, що чернетка хронологічно повного тексту «Історії Пугачова» була готова до поїздки по місцях повстання, в травні 1833 року з нею ознайомився М. В. Гоголь. В Болдіні текст був перероблений повністю, але робочі чернетки не збереглися. Втім, і чистові записи тексту були заповнені величезною кількістю вставок і виправлень, перестановок шматків тексту місцями.
Пушкінознавиця Н. М. Петруніна вважає, що болдінських чорнових записів не було, Пушкін використовував як такі свої петербурзькі начерки і в Болдіно писав «Історію Пугачова» відразу набіло. Як основа для рукопису служили складені навпіл аркуші, на одній половині яких розміщувався чистовий текст, а друга половина служила для правок і пізніших вставок. По мірі роботи ці чистові записі набули вид чернетки, які задокументували свідчення роботи поета та історика. У листах дружині з Болдіно Пушкін повідомляв їй про хід своєї роботи і в листі від 11 жовтня попросив Наталію Миколаївну зайти до Плетньова і попросити його законспектувати для нього всі укази Катерини II, що стосувалися Пугачова. 2 листопада Пушкін почав повну переробку своєї передмови до «Історії ...», вважається, що до цього часу основний текст історичного дослідження був ним завершений. Втім, сам Олександр Сергійович вважав, що без ознайомлення з секретними документами слідства і суду над Пугачовим, його праця не могла вважатися повною: «Майбутній історик, якому дозволено буде роздрукувати справу про Пугачова, легко виправить і доповнить мою працю — звичайно, недосконалу, але сумлінну».

## Публікація та відгуки сучасників
Майже відразу після приїзду в Петербург 20 листопада Пушкін почав переписувати набіло початкові глави «Історії Пугачова». У листі графу О. Х. Бенкендорфу 6 грудня 1833 року, в день іменин Миколи I, Пушкін повідомив, що «написав Історію Пугачовщини» і просив «дозволу представити ону на Вищий розгляд». Микола I в ході прийому 9 грудня передав через Бенендорфа свою згоду ознайомитися з рукописом і наступного дня Бенкендорф пише Пушкіну: «Що стосується рукопису Вашого, Історія Пугачовщини, то оний уклінно прошу Вас доставити до мене». Пушкін був викликаний на прийом до Бенкендорфа 12 грудня, після чого перші п'ять глав «Історії...» були передані на ознайомлення Миколі. Робота над текстом, включаючи глави, вже відправлені імператору, тим часом була продовжена. 18 січня 1834 року на балу у графа Бобринського Микола в розмові з Пушкіним зауважив: «Шкода, що я не знав що ти про нього (Пугачова) пишеш; я б тебе познайомив з його сестричкою, яка три тижні тому померла в фортеці Ерлінгфорській». Йшлося про останню з дочок Пугачова — Аграфену, яка померла в Кексгольмі за кілька місяців до розмови з поетом, можливо, що Микола сплутав деталі давньої доповіді.
Микола I схвалив твір, повернувши Пушкіну рукопис 29 січня через В. А. Жуковського з низкою зауважень, в основному стилістичного характеру, несхвалення Миколи викликають місця, на його погляд написані із зайвим співчуттям до повсталих, а також непотрібна на його погляд в історичній праці поетичність — Пушкіну довелося прибрати розповідь про плач матері козака Разіна до тому додатків. 11 лютого Пушкін передає Бенкендорфу другу частину «Історії...» — глави VI-VIII, схвалення яких було отримано 8 березня. 24 березня 1834 року Бенкендорф повідомив Пушкіну: «... його імператорська величність зволив власноручно написати замість Історія Пугачова, — Історія Пугачовського бунту...». В цілому всі зауваження Миколи I не торкнулися «основної лінії історичної праці Пушкіна, були спрямовані на зміну характеру викладу, не втручаючись в сутність описуваних подій, логіка яких говорила сама за себе».

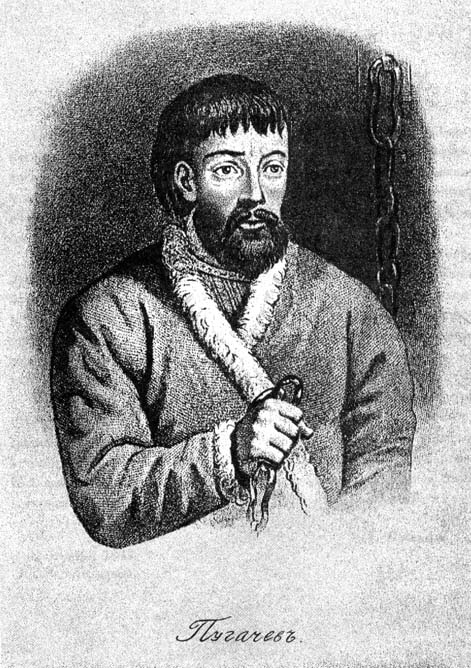
Омелян Пугачов. Портрет, доданий до видання «Історії пугачовского бунту» О. С. Пушкіна, 1834

Видання здійснювалося в державній друкарні Канцелярії II відділення, підвідомчій М. М. Сперанському, директором якої був ліцейський товариш Пушкіна М. Л. Яковлєв. Спочатку передбачалося друкувати історію «на власне його, Пушкіна, утримання», але вже 8 березня Сперанський, після розмови з Миколою I, наказує: «Височайше наказано надрукувати без цензури, як твір уже відзначений вищим прочитанням і на казенний рахунок». 3 липня Пушкін попросив Яковлєва про тираж в 3 тисячі примірників, обумовивши, що 1200 з них буде надруковано за казенний рахунок, а папір для 1800 примірників він доставить в друкарню за свій рахунок. У цензурному рукописі пушкінський текст був розбитий на два томи; перший включав глави I-V, другий — глави VI-VIII (в рукописному варіанті, зданому в друкарню було дев'ять глав, але VIII глава здалася Яковлєву неприйнятно короткою і Пушкін дав згоду об'єднати дві фінальні глави в одну). Здавши в друкарню 5 липня перший том «Історії Пугачова», а 17 липня — другий том, Пушкін приступив до написання приміток. Примітки Пушкіна до тексту «Історії...», а також том з додатками — рукописами учасників і очевидців подій, поруч з архівними документами, до цензури Пушкіним не надавалися. На думку Петруніної, поетом була досягнута усна домовленість з Миколою про включення в його працю ряду архівних документів. Таким чином поет уникнув необхідності узгоджувати том з додатками з Цензурним комітетом.
Період підготовки до друку «Історії Пугачовського бунту» збігся з кризою відносин поета з Миколою I: змучений фінансовими проблемами, незадоволений своїм становищем при дворі, Пушкін подав у відставку зі служби і Микола підписав його прохання. Поет просив залишити йому можливість працювати в державних архівах, але Бенкендорф повідомив, що це право дається лише тим, кому воно належить по службі. Жуковський переконав Пушкіна відкликати своє прохання про відставку і поет погодився з порадою друга. У листах Миколі і Бенкендорфу Олександр Сергійович назвав своє прохання про відставку необдуманим і просив не давати йому хід. Конфлікт було залагоджено, Пушкін отримав дозвіл на тримісячну відпустку. Закінчивши редагування сигнальних друкарських примірників «Історії ...», 16 серпня Пушкін зміг відправитися до сім'ї в Полотняний завод. 22 серпня в друці вийшли перші оголошення про швидкий вихід твору Олександра Пушкіна «Історія Пугачовського бунту» в 2 томах. До листопада 1834 року друкування «Історії Пугачовського бунту» було завершено, але Пушкін вирішив випередити її вихід публікацією двох історичних документів — слідчих показань дружини Пугачова і показань отамана Фоміна, включених ним у примітку до IV глави — вони були надруковані в листопадовому номері «Бібліотеки для читання».
У листі Бенкендорфу від 23 листопада Пушкін повідомляв про те, що його твір про Пугачова вже віддруковано і просив про можливість представити перший екземпляр імператору разом з частиною документів, які він не наважився вставити в текст приміток і додатків. Так як друк був здійснений за рахунок скарбниці, було потрібне ще одне звернення до Бенкендорфа щодо дозволу видачі тиражу Пушкіну для поширення. 18 грудня Микола писав, що дозволяє видачу за умови, щоб до друку не потрапило нічого з того, з чим він не був би попередньо ознайомлений. 24 грудня тираж був переданий Пушкіну, але замовлений ним портрет Пугачова ще не був готовий, першим покупцям книги видавався спеціальний квиток для отримання портрета пізніше.
«Історія Пугачовського бунту» вийшла в світ в грудні 1834 року в кількості 3 000 примірників, але успіху у читачів не мала. М. П. Погодін записав у своєму щоденнику на початку січня 1835 року: «Прочитав Пугачова. — Цікава повість. <...> Лають Пушкіна за Пугачова». Першою з'явилася рецензія в «Сині батьківщини» за підписом «П. К.» (ім'я її автора, В. Б. Броневського, автора «Історії війська Донського», стало відомо лише в червні 1836 року), в якій висловлювався жаль, що Пушкін не написав «Історію Пугачова» «пензлем Байрона». На думку Броневського, праця Пушкіна була написана занадто сухо і автор не зміг передати весь жах цього епізоду російської історії: автор «не вважав за потрібне висвітлити свою працю належним світлом..., не хотілося було поглянути на своє творіння з належної точки зору і покрити його колоритом пугачовщини і всіх жахів цього страшного періоду часу».
Через місяць після виходу рецензії в «Сині батьківщини», в полеміку з нею вступив Є. Ф. Розен, який відзначив заслугу Пушкіна в тому, що той «не злякався несхвалення багатьох, щоб тільки догодити суворим шанувальникам його праці». На думку Розена, швидше за все в заслугу Пушкіну повинно ставитися те, що він «зумів бути не поетом в історії» і зберіг науковий стиль і лаконічність викладу своєї праці. При цьому Розен поскаржився, що Пушкін не приділив належної уваги особистості самого Пугачова, не розкрив «зародження його порочних думок і таємних пружин, що сприяли до розвитку його душевної розпусти».
На думку автора не підписаного відгуку на вихід «Історії...» в «Російському інваліді» (на думку пушкінознавців він належав редактору О. Ф. Воєйкову), — «знаменитий поет не впустив себе в новому творі. Перший крок його на історичному терені є блискучий подвиг, який ще більше зміцнить колишню славу». У рецензії робилося припущення, що праця про Пугачова — лише проба пера Пушкіна в новій для себе області перед майбутньою багаторічною працею про епоху Петра.
Восени 1835 року побачила рецензія на історичну працю Пушкіна в «Бібліотеці для читання», яка також залишилася анонімною і належала швидше за все редактору видання О. І. Сенковському. Автор рецензії дорікав Пушкіну у виборі теми, на його думку деякі історичні епізоди в історії держави цілком можна було б залишити без уваги, тому що вони ніяк не вплинули на загальний її хід. Принаймні, саму працю не варто називати Історією: «... бунт звабленої і п'яної черні у віддаленій провінції, що не мав ніякого впливу на загальну долю держави, який ні в чому не змінив ні зовнішньої, ні внутрішньої політики, не може бути предметом справжньої історії...». Проте, рецензент зазначав заслугу Пушкіна в написанні портрета складної і суперечливої постаті ватажка повстання.
В кінці лютого 1834 року Пушкін записав у щоденнику: «Серед публіки дуже лають мого Пугачова <...> Уваров великий негідник. Він кричить про мою книгу як про обурливий твір». У листі до Пушкіна від 10 квітня 1835 року І. І. Дмитрієв заспокоював його: «Твір ваший піддавався і тут різним тлумаченням, досить смішним, але ніколи діловим, одні дивувалися, як ви сміли нагадувати про те, що колись велено було віддати забуттю. — Потреби немає, що залишилася б дірка в Р.<осійській> історії». Рецензія М. П. Погодіна, що призначалася для «Московського спостерігача», залишилася за життя Пушкіна неопублікованою і була надрукована лише в 1865 році. Погодін зазначив, що «Історія Пугачова» «має набагато більше якості літературної, ніж історичної, хоча багата і останнім» і виділив як літературні якості її «простоту складу, природність, вірність і якусь влучність виразів».